# Lepanthes elata
Lepanthes elata är en orkidéart som beskrevs av Heinrich Gustav Reichenbach. Lepanthes elata ingår i släktet Lepanthes och familjen orkidéer. Inga underarter finns listade i Catalogue of Life.